# 康希 (索姆省)
康希（法語：Canchy，法語發音：[kɑ̃ʃi] ⓘ）是法国上法蘭西大區索姆省的一个市镇，属于阿布维尔区。

## 地理
康希（50°11'11"N, 1°52'39"E）面积6.47 平方千米，位于法国上法蘭西大區索姆省，该省份为法国北部沿海省份，北起加来海峡省和北部省，西接滨海塞纳省和大西洋英吉利海峡，南至瓦兹省，东临埃纳省。
与康希接壤的市镇（或旧市镇、城区）包括：克雷西昂蓬蒂约、栋瓦斯特、福雷拉拜、拉莫特比勒、讷伊洛皮塔勒。

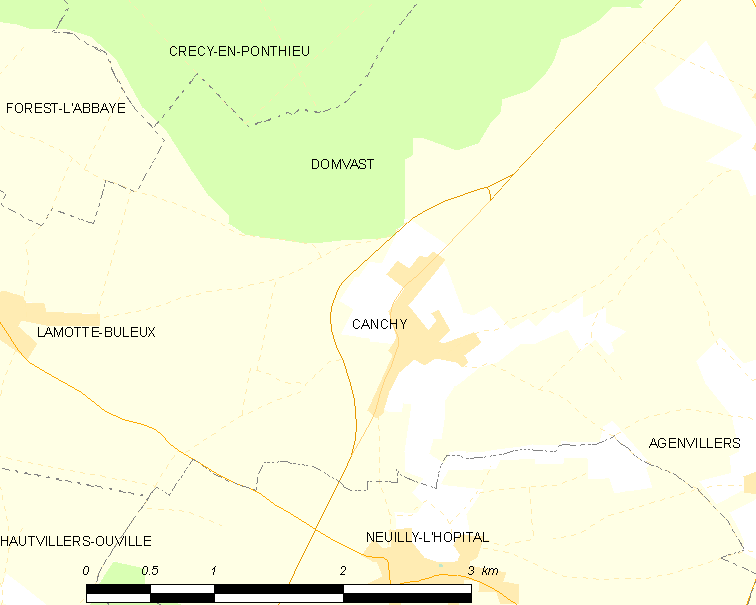
的OSM定位图

康希的时区为UTC+01:00、UTC+02:00（夏令时）。

## 行政
康希的邮政编码为80150，INSEE市镇编码为80167。

## 政治
康希所属的省级选区为阿布维尔第一县。

## 人口

1962-2008年间人口变化图示

康希于2022年1月1日时的人口数量为346人。